# جامعة القاسم الخضراء
جامعة القاسم الخضراء هي جامعة عراقية حكومية، أسست الجامعة في العام 2012 بعد فك ارتباط كليتي الزراعة والطب البيطري من جامعة بابل ونقلهما إلى الجامعة الجديدة وتبع ذلك افتتاح كليات علوم البيئة وعلوم الأغذية والتقانات الإحيائية وكلية الهندسة ثم كلية العلوم والتربية البدنية وعلوم الرياضة.
اسم الجامعة الرسمي هو جامعة القاسم الخضراء، ولكنها تُعرف أحيانا باسم غير رسمي هو "الجامعة الخضراء في القاسم". وكان مقترحا لها اسم جامعة الفرات للعلوم الزراعية، إلا أن الاسم الرسمي استقر لاحقا على جامعة القاسم الخضراء، وتقع رئاسة الجامعة وبقية الكليات في مدينة القاسم التي تقع جنوب مدينة الحلة، مركز محافظة بابل بحوالي 30 كم وموقع كلية الزراعة قرب جامعة بابل وهي الكلية الوحيدة بهذا الموقع.

## نبذة عن الجامعة
تضم جامعة القاسم الخضراء كليات متخصصة بالعلوم الزراعية والإنسانية. إن فكرة إنشاء الجامعة انبثقت من حاجة المنطقة إلى مؤسسة مهتمة بالعلوم الزراعية وتنمية الإنتاج الحيواني من خلال كليات الطب البيطري والزراعة والجيولوجيا وتقنيات الري، ومع ذلك فإن الجامعة تُخطط لافتتاح كليات جديدة في السنوات القادمة في الحقول الإنسانية والعملية من أجل استقطاب طلاب محافظات الفرات الأوسط بعد الزخم الكبير الذي تواجهه جامعة بابل سنويا.

## الجامعة واقسامها
تظم جامعة القاسم الخضراء 8 كليات وهي:
- كلية التقانات الاحيائية، وفيها قسمان:
  - التقانات الاحيائية
  - الهندسة الوراثية
- كلية هندسة الموارد المائية، وفيها قسمان:
  - هندسة المنشآت الهيدروليكية
  - هندسة إدارة الموارد المائية
  - كلية الهندسة المدنية
- كلية الطب البيطري
- كلية علوم البيئة، وفيها ثلاث اقسام
  - التقانات البيئية
  - التلوث البيئي
  - الصحة البيئية
- كلية الزراعة، وفيها أربعة أقسام:
  - الثروة الحيوانية
  - التربة والمياه
  - البستنة
  - المحاصيل الحقلية
- كلية علوم الاغذية، وفيها ثلاث اقسام:
  - قسم علوم وتكنولوجيا الألبان
  - قسم علوم وتكنولوجيا الاغذية
  - صحة الغذاء والتغذية

- كلية العلوم وفيها قسمان :
  - التحليلات المرضية
  - علوم الحياة
- كلية التنمية البدنية وعلوم الرياضة